# イヴァーン・ヴァシーリエヴィチ
『イヴァーン・ヴァシーリエヴィチ …三幕の喜劇…』（原題ロシア語: Иван Васильевич）は、M・A・ブルガーコフによる戯曲である。1934年から1936年にかけて書かれた3幕のパロディー喜劇で、以前に書かれた戯曲『至福 Блаженство』が土台となっている。作家の生前は上演が許されず、出版もされなかった。死後の1965年に初発表。
日本での出版は、白水社よりなされている。『現代世界演劇15 風俗劇』に川上洸訳の本編が収められている。同書は1971年12月10日印刷、同年12月20日発行。以下、翻訳・表記はこれに準ずる。

## 登場人物
- ジナイーダ・ミハーイロヴナ[3]：映画女優
- ウリヤーナ・アンドレーエヴナ：アパート管理人ブンシャの妻
- 王妃
- チモフェーエフ、ニコラーイ・イヴァーノヴィチ：発明家
- ミロスラーフスキイ、ジョールジュ
- ブンシャ＝コレーツキイ、イヴァーン・ヴァシーリエヴィチ[4]：アパート管理人
- シパーク、アントーン・セミョーノヴィチ
- ヨアーン雷帝[5]
- ヤーキン：映画監督
- 宮廷書記[6]
- スウェーデン大使
- 総主教
- 親兵たち
- 大膳職たち
- グースリ奏者たち
- 警官

## プロット
発明家のニコラーイ・チモフェーエフは、モスクワのアパートでタイムマシーンを開発している。突然、彼の妻ジーナが彼を棄てる。チモフェーエフは一向に気にしない。そこへ、アパート管理人のブンシャが家賃の取立てに現れる。するとチモフェーエフは装置の鍵を回し、壁が消え去る。隣人シパークの部屋には盗人ジョールジュ・ミロスラーフスキイが潜んでいる。チモフェーエフが正面玄関を開けると、そこは16世紀のモスクワになっている。驚きのあまりヨアーン雷帝は現代に飛ばされ、ブンシャとミロスラーフスキイは過去に取り残される。
タイムマシーンは壊れる。ブンシャを親兵たちはツァーリと取り違える。現代では映画監督のヤーキンがジーナを見限り、そのためツァーリに殺されそうになる。ミロスラーフスキイはスウェーデン大使にケミを割譲する。ブンシャは酔っ払う。結局、盗人と管理人は親兵たちから救出され、現代に帰る。そこではツァーリがシパークを怒らせていたため、現代に戻った二人が警官に逮捕される。
第2版では、これは過度の仕事で疲れた発明家の夢であったと明かされることに変更された。

## 執筆
1934年、ミハイール・ブルガーコフは音楽ホールと喜劇執筆の契約を結んだ。最初の素案は『至福 Блаженство』と題されていた。この作品ではタイムマシーンは未来へ飛び、ヨアーン雷帝はただエピソードの中にしか登場しないものであった。

## 映画
1973年、この戯曲をもとにしたコメディ映画『イヴァーン・ヴァシーリエヴィチ、転職するИван Васильевич меняет профессию』が、レオニード・ガイダーイ監督・モスフィルム製作により公開され、大ヒットした。
戯曲と比較した場合、チモエーエフの名前がニコライからアレクサンドル（シューリク）に変更された。シューリクはこの映画の主役を演じたアレクサンドル・デミヤネーンコがガイダーイの多数の作品で演じた主役の名前で、彼を有名にした役名である。